# Dlaždicová mapa
Dlaždicová mapa je zvláštní forma rastrové reprezentace digitální mapy. 
Celé území, jež mapa pokrývá, je pro každé zvolené měřítko rozděleno do pravidelné sítě dlaždic. Jednotlivé dlaždice jsou mapovým serverem vygenerovány a uloženy v adresářové struktuře, odkud je mapový server poskytuje na vyžádání klientům. Výhodou je rychlost, která je o poznání vyšší oproti dynamicky generovaným obrazům mapy. Dlaždicové mapy jsou používány ve všech moderních mapových aplikacích. Většinou slouží jako podkladové mapy, ať už topografické nebo ortofoto snímky.